# Državna cesta D228
D228 je državna cesta u Hrvatskoj. Ukupna daljina iznosi 30,2 km.

## Naselja
- Jurovski Brod
- Kamanje
- Ozalj
- Karlovac